# Teresa de Lauretis
Teresa de Lauretis (1938 em Bolonha) é uma autora italiana e distinta professora emérita de História da Consciência na Universidade da Califórnia, Santa Cruz. Suas áreas de interesse incluem semiótica, psicanálise, teoria do cinema, teoria literária, feminismo, estudos feministas, estudos lésbicos e queer. Ela também escreveu sobre ficção científica. Fluente em inglês e italiano, ela escreve nas duas línguas. Além disso, seu trabalho foi traduzido para dezesseis outros idiomas.